# دریای آبی عمیق (فیلم ۲۰۱۱)
«دریای عمیق آبی» (انگلیسی: The Deep Blue Sea) یک فیلم درام و رمانتیک بریتانیایی به کارگردانی و نویسندگی ترنس دیویس که در سال ۲۰۱۱ منتشر شد. از بازیگران آن می‌توان به ریچل وایس، تام هیدلستون، و سایمون راسل بیل اشاره کرد.
فیلمبرداری در اواخر سال ۲۰۱۰ آغاز شد و در سال ۲۰۱۱، سال صدمین سالگرد راتیگان، در بریتانیا اکران شد. در ایالات متحده در سال ۲۰۱۲ منتشر شد.

## خلاصه داستان
همسر یک قاضی بریتانیایی در دام عشق سوزان یک خلبان نیروی هوایی گیر می‌کند که عواقب ناخوشایندی را برایش به دنبال دارد.

## بازخوردها
این فیلم با نقدهای بسیار مثبت منتقدان منتشر شد. در راتن تومیتوز، این فیلم بر اساس ۱۴۱ نقد و میانگین امتیاز ۷ از ۱۰ دارای امتیاز ۸۰٪ است. همچنین بر اساس ۳۰ بررسی، امتیاز ۸۲ را در متاکریتیک دارد.